# Asclepias curtissii
Asclepias curtissii är en oleanderväxtart som beskrevs av Asa Gray. Asclepias curtissii ingår i släktet sidenörter, och familjen oleanderväxter. Inga underarter finns listade i Catalogue of Life.